# Bodo (chanteuse)
Pour les articles homonymes, voir Bodo (homonymie).
Bodoharisoa Razafindrazaka, plus connue sous son nom de scène Bodo, est une auteure-compositrice-interprète
malgache née le 21 juillet 1966. Elle fait ses débuts dans la musique en 1986 en participant à un concours de chant radiophonique où elle atteint la troisième place. Elle effectue ensuite sa première prestation scénique en 1989, accompagnée par Solo et Hery du groupe Njila.
En 2016, elle sort un DVD hommage dédié à son père, intitulé Satria tiako...Dada.